# میدتاون سن خوزه
میدتاون سن خوزه (به انگلیسی: Midtown San Jose) یک منطقهٔ مسکونی در ایالات متحده آمریکا است که در شهرستان سانتا کلارا، کالیفرنیا قرار دارد. میدتاون سن خوزه ۰٫۲ کیلومتر مربع مساحت و ۷۴۸ نفر جمعیت دارد.